# Kawasaki serie Z
La Kawasaki serie Z es una familia de motocicletas fabricadas por Kawasaki, de tipo naked o citadina, iniciada con la presentación de la  "900 Z1" en 1972 y seguida por varios modelos de 200 cm³, 250 cm³, 305 cm³, 440 cm³, 450 cm³, 500 cm³, 550 cm³, 650 cm³, 750 cm³, 900 cm³, 1000 cm³, 1100 cm³, 1300 cm³. Actualmente (2019), se comercializan modelos que van desde los 150 cm³ hasta los 900 cm³, incluyendo un par de motocicletas de estilo retro (basadas en la Z1 de 1972): la Z900RS y la Z900RS Cafe Race. 
- Kawasaki Z1300 (1979 – 1989)
- Kawasaki Z1100 (1980 – 1986)
- Kawasaki Z1000 (1976 – 2005)
- Kawasaki Z1000 (2003 – presente)
- Kawasaki Z900 "Z1" (1972 – 1976)
- Kawasaki Z800 (2013 – 2016)
- Kawasaki Z750 "Z2" (1973 – 1978)
- Kawasaki Z750 (2004 – 2013)
- Kawasaki Z650 (1976 – 1983)
- Kawasaki Z500/Z550 (1979 – 1985)
- Kawasaki Z400 (1974 – 1984)
- Kawasaki Z300 (2015 – 2016)
- Kawasaki Z900 (2017 - presente)
- Kawasaki Z900rs (2017 - presente)
- Kawasaki Z900rs Cafe Race (2017 - presente)